# Осан (авіабаза)
Авіаційна база Оса́н (англ. Osan Air Base, кор. 오산 공군기지) — складова ВПС Південної Кореї. Тут розташована штаб-квартира 7-ї армії ВПС США.
Знаходиться у місті Пхьонтек на заході Корейського півострова. Тут базується 51-ше винищувальне авіакрило, озброєне літаками A-10 і F-16. Командувач — полковник Вільям МакКіббан.

## Історія
Аеродром «К-55» від початку будували США, його назвали за єдиним позначеним на карті району селищем і завершили у листопаді 1952-го; вже у грудні того ж року сюди прибули F-51 18-го винищувально-бомбардувального крила (невдовзі переозброєне на F-86).
З січня до листопада 1954 тут дислокувався штаб 5-ї повітряної армії США, у 1955—1958 (рік розформування) на аеродромі розміщувалося 58-ме винищувально-бомбардувальне крило — єдине формування ВПС США, що перебувало в Кореї на постійній основі, а у 1971-му сюди з Окінави перебазували 51-ше авіакрило.
Вересень 1986 став часом відновлення в Осані 7-ї ПА, яку розгорнули на базі 314-ї авіаційної дивізії.

## Сучасність
Осан є великим командним центром, якому підпорядковані бази у Тегу, Кванджу, Сувоні, Кімхе та Чхонджу.